# نيك بوتشر
نيك بوتشر (بالإنجليزية: Nick Butcher)‏ هو لاعب هوكي الحقل أمريكي، ولد في 7 مايو 1976.

## وصلات خارجية
- نيك بوتشر على موقع أوليمبيديا (الإنجليزية)